# Giuliano Petrelli
Giuliano Petrelli est un acteur, réalisateur de films et documentariste italien.

## Biographie
Petrelli est apparu entre 1972 et 1975 dans quelques films et dans le feuilleton télévisée L'amaro caso della baronessa di Carini (it) en tant qu'acteur de second plan. En 1976, il met en scène son seul long métrage, le drame érotique Voyeur pervers. Au début du XXIe siècle, il est actif en tant que documentariste.

## Filmographie

### Réalisateur
- 1976 : Voyeur pervers (L'occhio dietro la parente)
- 2013 : Bianco - Italia Nostra, court-métrage documentaire[3]

### Acteur
- 1972 : Bronte : Chronique d'un massacre que les livres d'histoire n'ont pas raconté (Bronte: cronaca di un massacro che i libri di storia non hanno raccontato) de Florestano Vancini : Ciraldo Frajunco
- 1972 : L'Empire du crime (La mala ordina) de Fernando Di Leo : Francesco
- 1973 : La Villégiature (La villeggiatura) de Marco Leto
- 1973 : SS Représailles (Rappresaglia) de George Cosmatos
- 1975 : La Cecilia de Jean-Louis Comolli : Tosti
- 1975 : Face d'espion CIA (Faccia di spia) de Giuseppe Ferrara
- 1975 : L'amaro caso della baronessa di Carini (it), feuilleton de Daniele D'Anza
- 1976 : Cœur de chien (Cuore di cane) d'Alberto Lattuada